# Eugène de Beauharnais
Eugène de Beauharnais, född 3 september 1781 i Paris, död 21 februari 1824 i München, var en fransk general under napoleonkrigen, främst känd som Napoleon I:s adoptivson. Han var vicekung i Italien och som armébefälhavare vann han flera slag under Napoleonkrigen. Han var son till Alexandre de Beauharnais och Joséphine de Beauharnais (sedermera gift med Napoleon och fransk kejsarinna) och bror till Hortense de Beauharnais, drottning av Holland, samt far till Sveriges drottning Josefina och till kejsarinnan Amelia av Brasilien.
Efter faderns avrättning 1794 valde Eugène en militär bana och sedan hans mor gift sig med Napoleon Bonaparte kom denne att på olika sätt gynna hans karriär, först vid 16 års ålder som Napoleons adjutant. Vid 24 års ålder blev han utnämnd till vicekung av Italien. Napoleon beslutade också att Eugène skulle gifta sig med Augusta av Bayern. Han deltog i kriget mot Österrike 1809 som överbefälhavare över den italienska armén. Eugène deltog också i det ryska fälttåget 1812. Efter Napoleons fall 1814 bosatte sig Eugène med sin familj i Bayern och där levde han i tio år till sin bortgång. Hans äldsta dotter Josefina gifte sig med den svenske kronprinsen Oscar, senare Oscar I och han är därmed en anfader till den svenska kungafamiljen.

## Uppväxt
Eugène Beauharnais var son till Alexandre de Beauharnais, vicomte och kapten vid ett regemente, och Marie Josèphe Rose de Tascher de La Pagerie (senare känd som Joséphine), dotter till Joseph-Gaspard de Tascher, sockerplantageägare på Martinique. Äktenskapet var inte lyckligt och när Eugène var två månader gammal lämnade fadern Paris och reste till Italien med en älskarinna. Efter åtta månader återvände han en kort tid innan han reste till Martinique för en tjänst som adjutant. Joséphine födde en dotter, Eugénie (senare känd som Hortense), och i praktiken var äktenskapet vid den här tiden över. Tillsammans med sin son flyttade hon till ett kloster i Paris, Pentemont, medan hennes faster Edmée Renaudin tog hand om dottern. När Alexandre de Beauharnais återkom till Paris lämnade Joséphine in ansökan om laglig separation och hon tilldömdes ett underhåll på 5000 livres per år samt 1000 livres för dottern. Det bestämdes också att fadern skulle överta ansvaret för Eugène när denne var fem år gammal.
1789 utbröt den franska revolutionen. Alexandre de Beauharnais tillhörde de 300 adelsmän som ingick i generalständerna som sammankallades i maj 1789. När borgarståndet i juni bildade nationalförsamlingen hörde Alexandre till de 47 adelsmän som anslöt sig till denna. Eugène gick vid den här tiden i skolan på Collège d'Harcourt i Paris. Alexandre nådde under första republiken höga positioner i det franska samhället, under en tid var han president i jakobinklubben och en kort tid också ordförande i nationalförsamlingen. 1791 lämnade han politiken för en militär bana och under det första koalitionskriget var han befälhavare för Rhenarmén. Han fick bära ansvaret när preussiska trupper erövrade Mainz från Frankrike och tvingades i augusti 1793 begära avsked.
Vid den här tiden rådde det så kallade skräckväldet och Alexandre hamnade i husarrest. I mars 1794 arresterades han och fördes till Karmeliterfängelset i Paris. Följande månad arresterades även Eugènes mor Joséphine och deras två barn tas om hand av sin lärare. Alexandre anklagades för förräderi och i juli 1794 avrättades han på Place de la Nation. Några dagar senare störtades den ledande revolutionären Robespierre och kort efteråt släpptes Joséphine ur fängelset. Hon och hennes barn var helt utblottade då Alexandres egendom beslagtagits, men general Lazare Hoche erbjöd Eugène att bli dennes ordonnans när dennes militära styrkor slår ned ett uppror i Vendée. Eugène återvände sedan till skolan vid Collège Irlandais i Paris. Familjens ställning kom att förbättras efter skräckväldet och Joséphine blev älskarinna åt direktorn Paul Barras.
Hösten 1796 uppsökte Eugène den högste befälhavaren för garnisonen i Paris, korsikanaren Napoleon Bonaparte för att få tillbaka sin fars värja som hade konfiskerats. Bonaparte återlämnade den och följande dag besökte han familjen Beauharnais vid rue Chantereine och fick då träffa Joséphine. Han var vid denna tid förlovad med en sidenhandlardotter från Marseille, Désirée Clary, men började ändå uppvakta Joséphine. Napoleon blev djupt förälskad i Joséphine, hon kände sympati för honom och i mars 1796 gifte de sig på borgmästarkontoret på rue d'Antin i Paris. Eugène gick klart skolan och fick i juni 1797 som adjutant ansluta sig till Napoleons armé utanför Milano, där de franska trupperna befann sig i krig mot Österrike. Efter freden i Campo Formio i oktober 1797 skickades Eugène en kort tid till Korfu eftersom de joniska öarna i och med freden blivit en fransk besittning.

## Fälttåget i Egypten

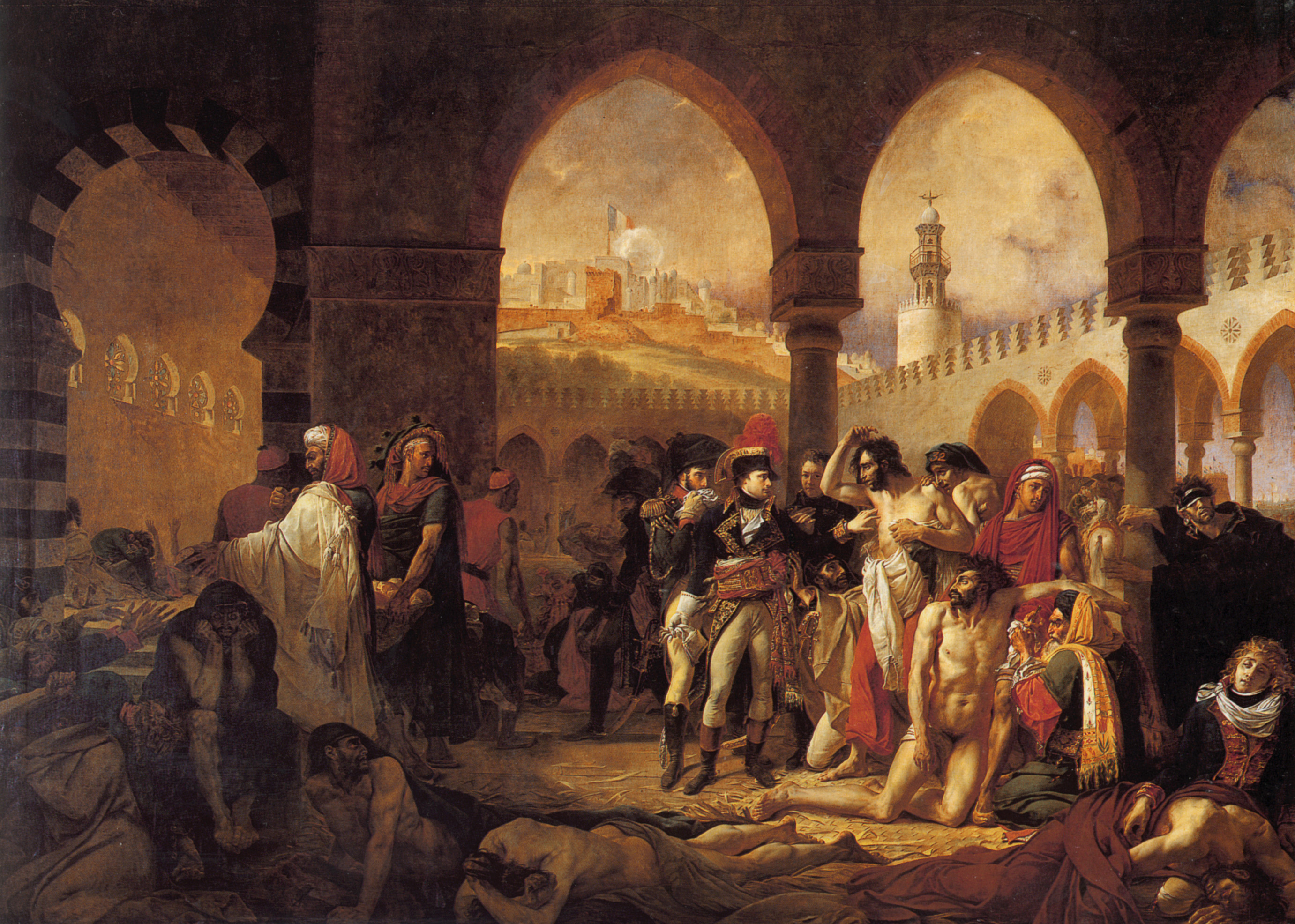
Napoleon besöker pestsjukhuset utanför Jaffa. Målning av Antoine Jean Gros, 1804

Det framgångsrika kriget stärkte den då 29-årige Napoleons ställning och direktoriet utnämnde honom till överbefälhavare för en armé som skickades att erövra Egypten från mamlukerna. Napoleon bad sin styvson att följa med som sin adjutant och Eugéne svarade omedelbart ja. Eugéne var med när de franska trupperna i juli 1798 erövrade Alexandria. Han var också med när de franska trupperna marscherade genom öknen de sju milen till Kairo, utrustade med för varma uniformer och för lite vatten. Vistelsen i Egypten blev strapatsrik och Eugène var nära döden flera gånger. Han ledde en fransk förtrupp till Suez och fick därefter löjtnants rang.
På våren 1799 började de franska trupperna marschera mot Syrien. Trupperna erövrade Jaffa, en händelse som främst är känd för att 3000 tillfångatagna turkiska soldater arkebuserades av fransmännen. Under stora umbäranden belägrade de franska trupperna fästningen St. Jean d'Acre vid Medelhavet i två månader. Vid den första stormningen blev Eugène svårt skadad i huvudet av en exploderande granat. Belägringen misslyckades, i maj hävdes den och trupperna återvände till Egypten. I augusti beslutade Napoleon att lämna Egypten med ett par hundra män, däribland Eugène.
Under de följande månaderna ökade missnöjet i Paris med det styrande direktoriet. Eugène stannade i Paris som adjutant åt sin styvfar. Den 9 november utsåg de gamles råd Napoleon till överbefälhavare i Paris och följande dag överförde rådet den högsta makten till ett konsulat bestående av abbé Sieyès, Roger Ducos och Napoleon. Med Brumairekuppen hamnade Napoleon i den högsta politiska ledningen och som förste konsul hade han snart mest makt av alla. Napoleon utnämnde Eugène till ryttmästare i konsulärgardets jägarkavalleri. På våren 1800 gick Frankrike i krig mot Österrike för att kunna återupprätta den Cisalpinska republiken som Österrike ockuperat. Eugène följde armén över Stora Sankt Bernhards-passet in i Italien. I slaget vid Marengo i juni 1800 stred Eugène med gardeskavalleriet och blev dagen efter utsedd till skvadronchef.

## Vicekung i Italien

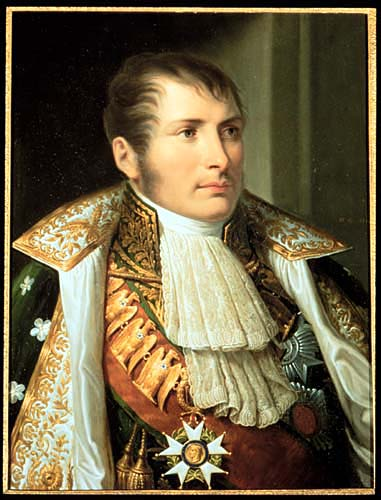
Eugène de Beauharnais som vicekung. På bröstet bär han Hederslegionen.

Åren därefter blev lugna för de Beauharnais. I Paris hade han några kärleksaffärer, han medföljde på resor tillsammans med Napoleon och 1802 utsågs han till överste. Den 2 december 1804 kröntes Napoleon till kejsare och några veckor senare utnämnde han Eugène till prins och statsärkekansler.
Den Cisalpinska republiken gjordes 1805 till en monarki, Kungariket Italien, med Napoleon som kung. Napoleon kröntes med den lombardiska järnkronan i Milano och strax efteråt utsåg han den då 24-årige Eugène till vicekung. Utnämningen innebar en helt ny bana för Eugène som ju var utbildad officer och inte en administratör. Han var inte heller Napoleons förstaval, posten hade först erbjudits Napoleons bröder Joseph, Louis och Lucien. Som vicekung hade han knappast någon makt utan förväntades endast verkställa de beslut som Napoleon fattat. Deras samarbete bestod i att Beauharnais i detalj fick redogöra om styret av riket för Napoleon som alltid hade synpunkter. de Beauharnais främsta uppgift blev att se till att Italien bidrog till de franska krigsförberedelserna.
Vid atlantkusten hade Napoleon samlat en stor armé för att kunna invadera England men på hösten 1805 satte sig la grande armée i rörelse österut. Den franska armén vann en stor seger över Österrike i slaget vid Ulm i oktober 1805. Efter att ha erövrat Wien vann de franska trupperna en ytterligare seger över Österrike och Ryssland genom slaget vid Austerlitz.
I början av kriget ockuperade Österrike kurfurstendömet Bayern. För Eugènes räkning bad Napoleon i december 1805 om prinsessan Augusta av Bayerns hand. Både prinsessan och hennes far Maximilian I Joseph kände den största motvilja mot detta men Napoleon hotade då med att de landområden som Bayern fått på Österrikes bekostnad genom freden i Pressburg skulle komma att återlämnas.
Augusta var redan lyckligt förlovad med Karl av Baden men blev tvungen att bryta förlovningen. Till sin bror Ludvig skrev hon: "[...] säg till alla som vill höra det, min syster har prövat allt för att förhindra en sådan skamlig förbindelse [...] Jag betraktar mig som förlorad, fastän den bäste av alla fäder gett mig sitt ord på att det aldrig skulle ske. Han kan inte förhindra det, Gud allena kan rädda oss.".
I början av januari kom Eugène till München där han träffade Augusta för första gången. Hennes olust förbyttes snart i förtjusning och deras äktenskap kom att bli lyckligt. Den 12 januari 1806 blev Eugène Napoleons adoptivson och följande dag gifte sig Eugène och Augusta. Napoleon överlämnade också Hertigdömet Parma och Piacenza samt lovade att Eugène skulle bli kung av Italien om Napoleon inte fick några egna barn. Den 14 januari ägde den kyrkliga vigseln rum inför ärkebiskop Dalberg och efter några dagars festligheter lämnade de nygifta München och reste till Milano, där de mottogs under stora hyllningar.
Väl tillbaka i Milano blev Eugène tvungen att åter kasta sig in i krigsförberedelserna och skicka trupper till kriget. På hösten 1806 gick Frankrike i krig med Preussen och de franska trupperna vann en stor seger genom slaget vid Jena-Auerstedt. I mars 1807 föddes Eugènes första dotter, Joséphine, sedermera drottning av Sverige, och i december 1808 föds Hortense Eugénie. I Monza anlade han Villa Augusta och en 12 kvadratkilometer stor engelsk park, där man långt senare byggdes Monzabanan.
I början av 1809 ökade de politiska spänningarna i Europa och den 10 april 1809 förklarade Österrike Frankrike krig. Napoleon hade då utsett Eugène till överbefälhavare över den italienska armén i god tid innan den österrikiska armén anföll Italien. Eugène valde att istället för att låta de italienska trupperna retirera till Adige i Sydtyrolen gå till anfall trots numerärt underläge, men besegrades i april vid slaget vid Sacile.
Den italienska armén kunde dock snabbt kraftsamla och vid slaget vid Piave i maj förlorade österrikarna. Trupperna förföljde sedan den österrikiska armén, anförd av Johan av Österrike, ända fram till slaget vid Raab i juni där de österrikiska trupperna besegrades i grunden. De italienska trupperna kunde nu gå samman med de franska och besegrade österrikarna slutgiltigt genom slaget vid Wagram i juli. Eugène och hans trupper kunde därefter marschera in i Österrikes huvudstad Wien och österrikarna tvingades till ett fredsavtal, freden i Schönbrunn. Eugènes uppgift därefter blev att slå ned ett uppror i Tyrolen, ett uppdrag han utförde med olust då Napoleon beslutade att gå hårt fram mot upprorsmännen.
I december 1809 återvände Eugène till Paris. Napoleon var fortfarande gift med Eugènes mor Joséphine, men äktenskapet hade inte resulterat i några barn och Napoleon stod utan arvingar att säkra tronföljden med. Äktenskapet hade också präglats av ömsesidiga beskyllningar om otrohet. För Eugène förklarade Napoleon att den nödvändiga skilsmässan endast hade politiska motiv, Joséphine fick behålla sin titel som kejsarinna, slottet Malmaison utanför Paris samt ett årligt underhåll på 2 miljoner franc.
Några månader senare gifte Napoleon om sig med Marie Louise av Österrike. I mars 1810 utsåg han Eugène till storhertig av Frankfurt. I samband med bröllopsfestligheterna blev Eugène av Napoleon erbjuden den svenska kungatronen men tackade nej, dels för att han inte ville lämna Italien, dels för att hans hustru Augusta var släkt med den avsatte svenske kungen Gustav IV Adolfs hustru Fredrika av Baden.

## Fälttåget i Ryssland
Huvudartikel: Napoleons ryska fälttåg 1812

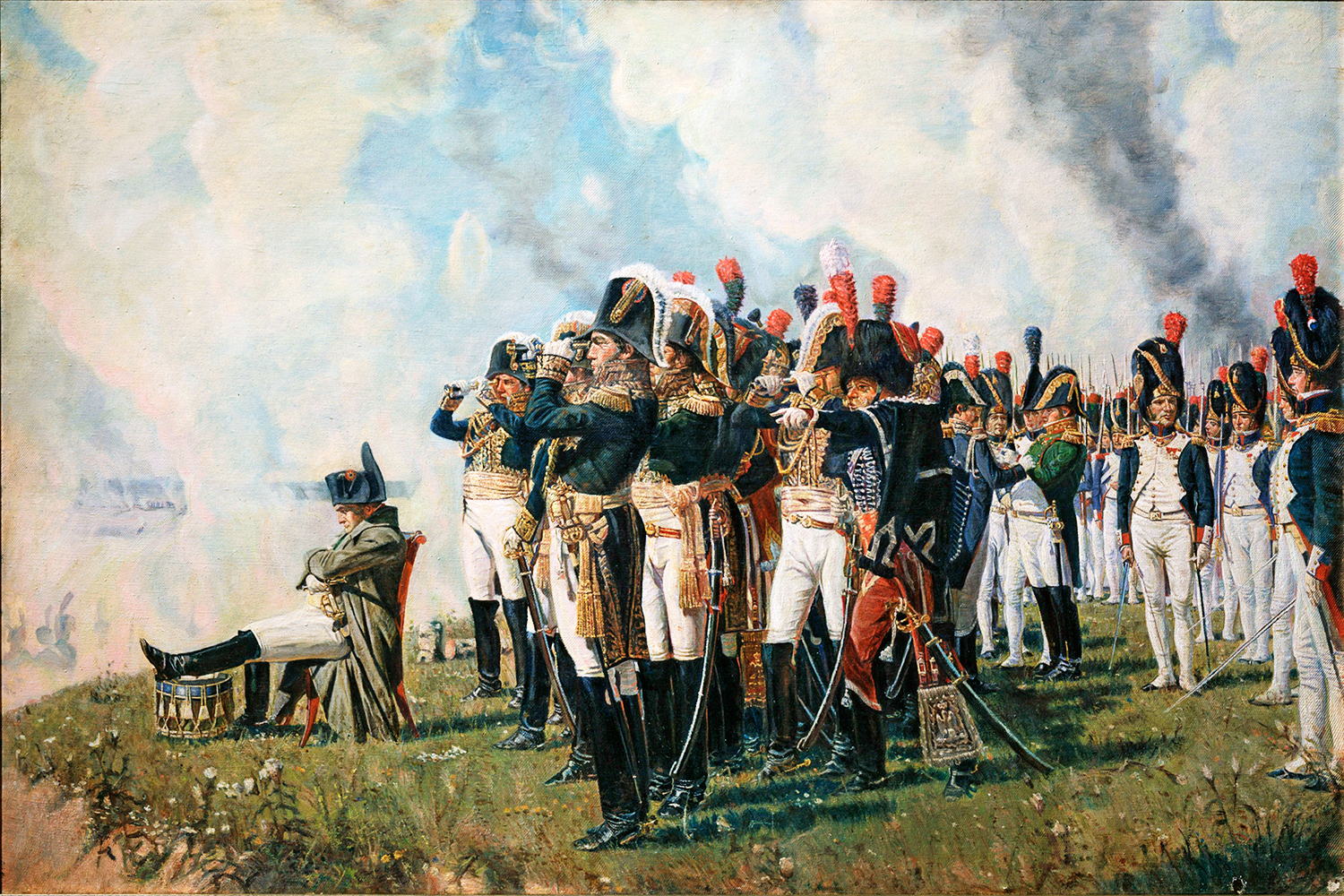
Napoleon vid Borodino. Målning av Veresjtjagin, 1897.

Det fredliga förhållandet mellan Frankrike och Ryssland kom med tiden att försämras, inte minst på grund av kontinentalblockaden av England. På våren 1812 inledde Napoleon ett fälttåg mot Ryssland och Eugène utnämndes till befälhavare över den fjärde och den sjätte armékåren med sammanlagt 75 000 man. De ryska trupperna retirerade utan att bjuda något särskilt motstånd fram till slaget vid Smolensk i augusti. Eugène och hans trupper var utanför Smolensk men deltog inte i slaget. Vid slaget vid Borodino ledde Eugène de franska styrkornas västra flygel. Eftersom ryssarna retirerade från slagfältet utropade sig Napoleon som segrare. En vecka senare ryckte de franska trupperna anförda av Joachim Murat in i Moskva. Tanken var att kunna använda Moskva som vinterkvarter men ryssarna satte staden i brand och tsar Alexander I var ovillig att sluta fred.
I oktober gav Napoleon order om ett återtåg med Eugènes styrkor som förtrupp. På en höjd på vägen till Kaluga ligger byn Malojaroslavets och efter hårda strider med 20 000 man vid slaget vid Malojaroslavets kunde Eugène besegra den 50 000 man starka ryska truppen. Det fortsatta franska återtåget attackerades ständigt av mindre grupper kosacker. Eugènes styrkor deltog i slaget vid Vjazma och slaget vid Krasnoe och då återstod endast 6 000 man av hans styrkor. Efter övergången av Berezina i slutet av november stod det klart att det ryska fälttåget blivit en katastrof.
Resterna av den stora armén tog vinterkvarter i hertigdömet Warszawa medan Napoleon återvände till Paris för att samla nya militära styrkor för att gå i krig mot bland andra Preussen och Österrike. I januari 1813 fick Eugène överta befälet för det som var kvar. Efter slaget vid Lützen kunde Napoleon ockupera Dresden och där fick Eugène order att återvända till Italien för att ordna fram en ny italiensk armé. Av den italienska armé på 20 000 man som deltog i det ryska fälttåget återvände endast 102.
Österrike hotade att på nytt starta krig om inte Frankrike gick med på att lämna de Illyriska provinserna, Hamburg, Bremen, Lübeck och hertigdömet Warszazwa. Detta vägrade Napoleon och kriget bröt ut på nytt. Eugène lyckades få ihop en italiensk armé på 20 000 man men denna led brist på utrustning och många deserterade. Efter den franska förlusten vid slaget vid Leipzig tillkom ytterligare ett hot söderifrån när den franske generalen Joachim Murat, kung av Neapel med 25 000 man i trupper, hotade att invadera kungariket. Eugène lyckades hjälpligt hålla tillbaka österrikarna men de allierade styrkorna lyckades driva in kriget i Frankrike och den 6 april 1814 valde Napoleon att abdikera. Den 17 april kapitulerade även Eugène och hans återstående trupper i Italien.

## Hertig av Leuchtenberg

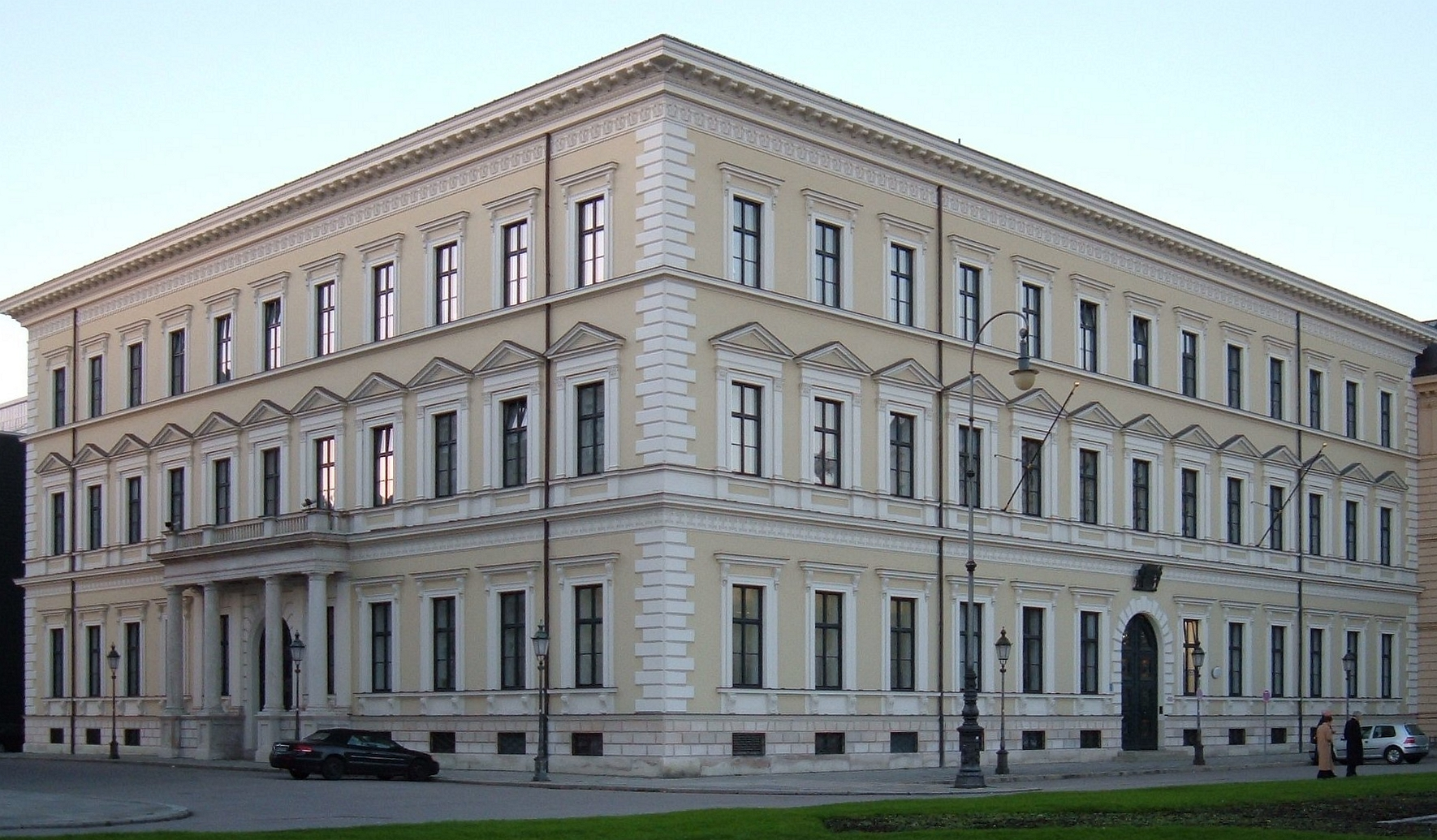
Leuchtenbergpalatset i München byggdes 1817-1821.

Efter att kriget upphört utbröt upplopp i Milano som krävde självständighet och Eugène valde då att med sin familj lämna Italien och resa till München och Augustas far kungen av Bayern. Eugène reste därefter till Paris där han hade tillfälle att träffa den ryske tsaren Alexander som lovade att hjälpa till med en lösning vad gällde Eugènes privata ställning. Vid Wienkongressen beslutade man i april 1815 att Eugène skulle få en förläning med 50 000 invånare, slottet Bayreuth samt återfå all sin egendom.
Eugène och hans familj bosatte sig därefter i Bayern. Slottet i Bayreuth var obeboeligt, men då han har fått tillbaka sin förmögenhet och sina egendomar kunde familjen ändå bo ståndsmässigt. I München lät han uppföra Leuchtenbergpalatset och utanför München köpte han slottet Ismaning. I november 1817 utsågs han till hertig av Leuchtenberg och furste av Eichstätt. Han utnämndes också till bayerskt riksråd och med sin erfarenhet som vicekung var han rådgivare till kronprins Ludvig.
I augusti 1822 besöktes familjen i Eichstätt av den svenske kronprinsen Oscar och efter endast två dagar bad kronprinsen om den äldsta dottern Josefinas hand. Paret vigdes genom ombud den 22 maj 1823 i Leuchtenbergpalatset.
Eugène hade tidigare samma vår drabbats av ett slaganfall och han drabbades på nytt av sjukdom i januari 1824. Efter ett nytt slaganfall blev han allt sämre tills han stilla avled med sin hustru vid sin sida, 42 år gammal.

## Ordnar och utmärkelser
- Riddare av Serafimerorden, 1 december 1821.
- Riddare med stora korset av första klassen av Svärdsorden, 19 juni 1823.[26]

## Barn
1. Josefina av Leuchtenberg (1807–1876), gift 1823 med blivande kung Oscar I av Sverige och Norge (1799–1859)
2. Hortense av Leuchtenberg (1808–1847), gift med Fredrik Wilhelm av Hohenzollern-Hechingen
3. August av Leuchtenberg (1810–1835), gift med drottning Maria II av Portugal
4. Amalia av Leuchtenberg (1812–1873), gift med kejsar Peter I av Brasilien
5. Theodelinde (1814–1857), gift med Wilhelm av Urach, greve av Württemberg
6. Caroline (1816–1816)
7. Maximilian av Leuchtenberg (1817–1852), gift med Maria Nikolajevna av Ryssland